# 悪人会議
悪人会議（あくにんかいぎ）は、かつて存在した演劇プロデュース集団。

## 概要
作品は「ふくすけ」のみ。現在は活動していない。
1991年の夏に結成。単なる「劇団」ではなく、「演劇プロデュース集団」である。横内謙介の「善人会議」（現在は「扉座」）の向こうをはって命名された。初作品「ふくすけ」は、1998年冬に「日本総合悲劇協会」第2回公演として再演されている。初演時の宣伝美術は太田蛍一

## 参加していた俳優
- 深浦加奈子（当時:シス・カンパニー）
- 山崎一（当時:パラノイア百貨店）
- 温水洋一（当時:大人計画）
- 片葉みはる（当時:大人計画）
- 田中章子（当時:パラノイア百貨店）
- 伊勢志摩（大人計画）
- 戸村由香（当時:大人計画）
- 林和義（当時:パラノイア百貨店）
- 岡本圭之輔（当時:パラノイア百貨店）
- 松尾スズキ（大人計画）
- 胃山人恵（当時:大人計画）
- 池津祥子（大人計画）
- 鈴川麻王（当時:大人計画）
- 村松利史（当時:WAHAHA本舗）
- 青島寒月（当時:大人計画）
- 立石明石（当時:大人計画）
- 山本密（当時:大人計画）
- 小浜正寛（当時:パラノイア百貨店）
- 顔田顔彦（大人計画）
- 宮藤官九郎（大人計画）